# Железничка несрећа код Биг Бајо Каноа
Дана 22. септембра 1993. путнички воз Амтрак Sunset Limited искочио је из шина на мосту CSX Transportation, код Биг Бајо Каноа у близини Мобила, Алабама, Сједињене Америчке Државе. Настала је услед померања распона и деформације шина када се осам минута раније шлепер сударио са железничким мостом. Погинуло је 47 људи, а 103 су повређене. До данас, то је најсмртоноснија железничка несрећа и у историји Амтрака и у историји железнице Алабаме. То је уједно и најгора железничка катастрофа у Сједињеним Државама од железничке несреће у Њуарк Беју 1958, у којој је погинуло 48 људи.

## Догађаји
Пре искакања из шина, баржа коју је гурао чамац за вучу Mauvilla (у власништву и под управом Warrior and Gulf Navigation из Чикасоа, Алабама) је погрешно скренуо на реци Мобил и ушао у Биг Бајо Кано, канал воде затворен за саобраћај комерцијалних чамаца и преко ње прелази CSX Transportation железнички мост.
Контролер барже, Вили Одом, није био правилно обучен како да чита свој радар, па због веома лоше видљивости у великој магли и недостатка искуства није схватио да је скренуо са курса. У чамцу су такође недостајали компас и карта воде. Одом је веровао да је још увек на реци Мобил и идентификовао је мост на радару као још једну баржу. Након увиђаја, утврђено је да није кривично одговоран за инцидент.
Мост је ударио Mauvilla око 2:45 ујутру. Распон је дизајниран да се ротира тако да се може претворити у покретни мост додавањем одговарајуће опреме. Таква конверзија није извршена, али распон није био адекватно обезбеђен од ненамерног померања. Судар је натерао необезбеђени крај распона моста на отприлике 1 метар ван равнотеже и озбиљно преврнуо стазу.
Упркос померању моста, континуирано заварене шине нису пукле. Као резултат тога, коло колосека које контролише сигнале блока прилаза мосту остало је затворено (нетакнуто), а најближи сигнал је наставио да приказује јасан (зелени) аспект. Да је једна од шина прекинута померањем моста, колосечни круг би се отворио, што би довело до тога да сигнал прилаза прикаже заустављен (црвени) аспект, а претходни сигнал жуту (опрез) индикацију приближавања. Ово је можда дало машиновођама Амтрака довољно времена да зауставе воз или барем смање његову брзину у настојању да ублаже тежину несреће.
У 2:53, Амтраков воз Sunset Limited, покретан са три локомотиве (једна GE Genesis P40DC број 819 у предњем делу и две EMD F40PH, бројеви 262 и 312) на путу од Лос Анђелеса, Калифорнија, до Мајамија, Флорида, са 220 путника и посада на броду, прешли су мост брзином од око 100 km/h и искочио из шина на превоју. Прва од његове три локомотиве ударила је у померени распон, због чега се тај део моста срушио у воду испод. Водећа локомотива се забила први носом у обалу канала, а друге две локомотиве, заједно са путничким вагоном, спаваћим вагоном и два од шест путничких вагона, урониле су у воду. Резервоари за гориво локомотива, од којих је сваки садржао неколико хиљада галона дизел горива, пукли су при удару, што је резултирало великим изливањем горива и пожаром. Погинуло је 47 људи, укључујући три машиновође, два члана посаде, и 42 путника – многи утопљењем, други удисањем ватре/дима. Још 103 су повређена. Четири члана посаде барже нису повређена. Одом је помогао да се спаси 17 људи након несреће користећи исти чамац за вучу који је гурао баржу која је ударила у мост.
Документарни програм Националне Географије Секунде до катастрофе такође је испитао искакање из шина. Поред потврђивања налаза званичног извештаја о несрећи, програм је открио да је воз у Њу Орлеансу каснио због поправке клима уређаја и тоалета. Ово је закаснило пола сата од распореда. Да није било овог кашњења, Sunset Limited би прошао преко моста Биг Бајо Кано 20 минута пре него што је баржа ударила мост.

## Последице
Као резултат истраге овог искакања из шина, Национални одбор за безбедност саобраћаја је 19. септембра 1994. дао свеобухватан низ препорука Министарству саобраћаја САД, Инжињерском корпусу војске САД, Обалској стражи САД, Федералној агенцији за управљање ванредним ситуацијама, Амтраку, Америчким оператерима пловних путева, Warrior & Gulf Navigation Company, Удружењу америчких железница и Америчком удружењу железница кратких линија. Након препоруке да се води евиденција о броју путника на броду, Амтрак сада бележи листе путника електронски.

## Значајни путници
- Андреа Шенси — 11-годишњакиња у инвалидским колицима која се сматра „чудом од детета“ са церебралном парализом, чији су родитељи погинули у несрећи[11]
- Кен Ајвори и Мајк Дофејд — одликовани од обалске страже за спашавање живота након несреће[11]
- Роберт Чарлс Спроул — испричао је своје искуство у несрећи[12]